# Bersuit

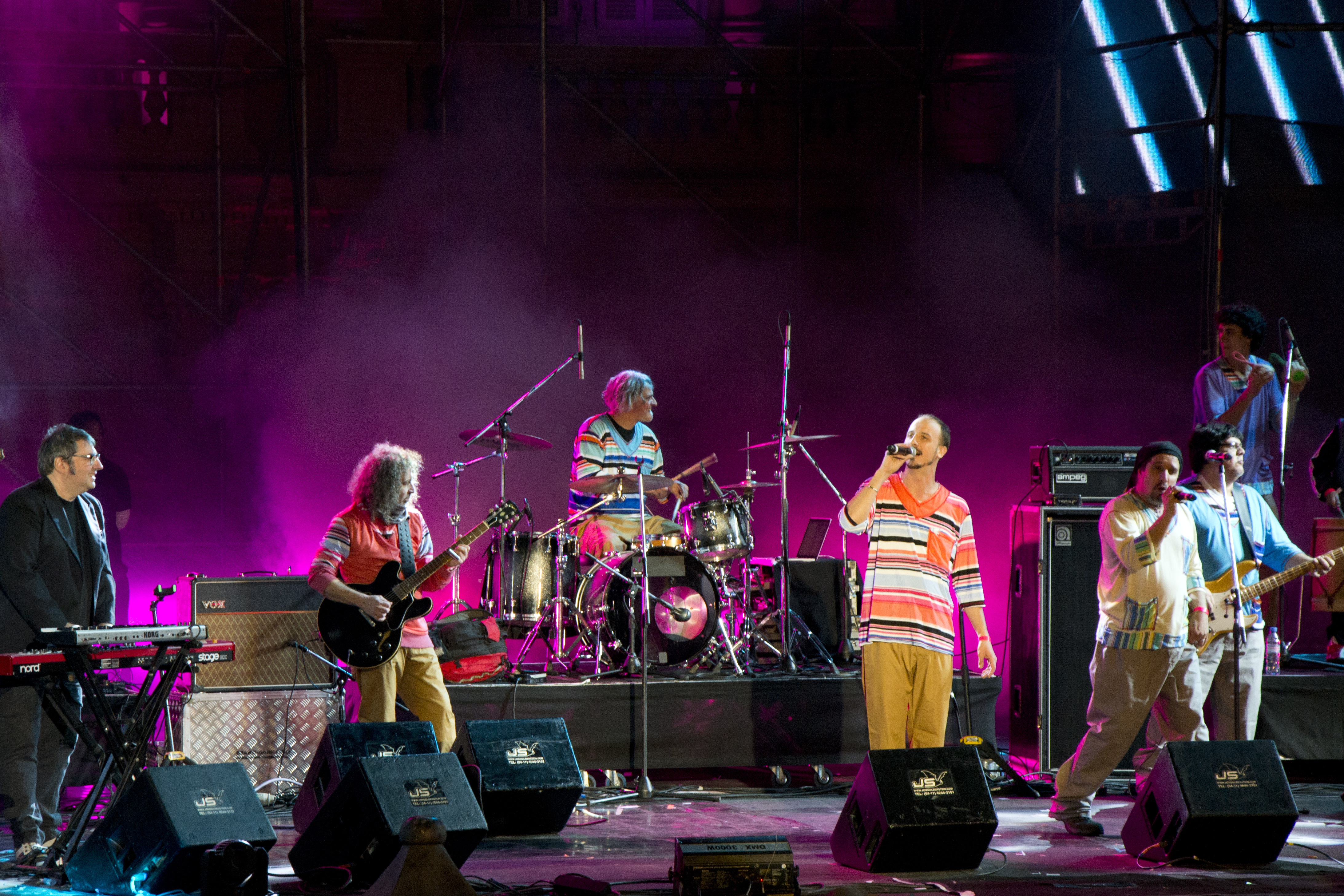
Bersuit live 2014

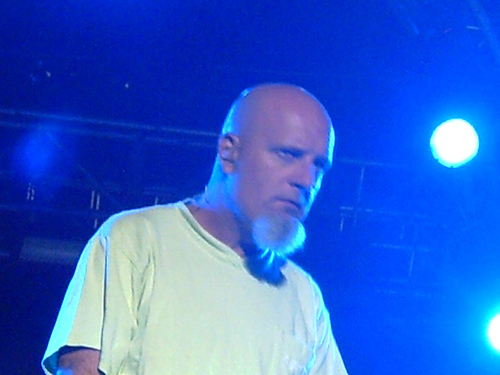
Gustavo Cordera, der Sänger und Gründer der Band

Bersuit ist eine achtköpfige Latin-Rock-Band aus Argentinien, die 1987 vom Sänger Gustavo Cordera gegründet wurde. Ihr ursprünglicher Name war Henry y la palangana, erst 1989 wurde der Name Bersuit Vergarabat übernommen, heute wird die Kurzform Bersuit häufiger genutzt und auch auf CDs verwendet.

## Stil
In ihrer Musik mischen Bersuit Vergarabat meist Elemente der Rockmusik mit verschiedenen lateinamerikanischen Rhythmen wie Cumbia (z. B. El Viejo de Arriba), Murga (Murguita del Sur) und Cuarteto (La Bolsa). Andere Songs sind vom Crossover beeinflusst, wie Señor Cobranza, eine Cover-Version eines Liedes der ebenfalls argentinischen Band Las Manos de Filippi, das zu einem der größten Hits von Bersuit wurde. Wiederum gehören auch ruhige, akustische Balladen zum Repertoire, so dass die Musik der Band insgesamt stilistisch sehr vielfältig ist.

## Werdegang
Bersuit arbeiteten sich in der argentinischen Rockszene im Laufe der 90er Jahre zu einer der erfolgreichsten Bands empor. Als Durchbruch gilt das Album Don Leopardo von 1996. Das Folgealbum Libertinaje (1998) führte den Erfolg auf internationaler Ebene fort, 1999 machte die Band eine erfolgreiche Tournee durch Spanien, Mexiko und andere lateinamerikanische Länder.
Die Band unterstützte argentinische Arbeiter während der Argentinien-Krise musikalisch bei dem Kampf um die Übernahme und Selbstverwaltung stillgelegter Fabriken. 
Von Bersuit stammt auch ein Teil der Filmmusik des Dokumentarfilms The Take – Die Übernahme von Naomi Klein und Avi Lewis.

## Besetzung
- Gustavo Cordera: Gesang
- Tito Verenzuela: Gitarre
- Oscar Righi: Gitarre
- Juan Subira: Keyboard
- Pepe Céspedes: E-Bass
- Carlos Martín: Schlagzeug
- Daniel Suárez: Gesang
- Condor Sbarbatti: Gesang

## Diskografie

### Alben
- 1992: Y Punto
- 1993: Asquerosa alegría
- 1996: Don Leopardo
- 1998: Libertinaje (AR: ×2Doppelplatin )[1]
- 2000: Hijos del culo (AR: Platin)
- 2002: De la cabeza con Bersuit (AR: ×5Fünffachplatin )
- 2004: La argentinidad al palo (Lo que se es) (AR: ×3Dreifachplatin )
- 2004: La argentinidad al palo (Se es) (AR: ×2Doppelplatin )
- 2004: La argentinidad al palo (doble) (AR: Platin)
- 2005: Testosterona (AR: ×2Doppelplatin )
- 2007: ? (AR: Platin)

### Videoalben
- 2002: De la cabeza con Bersuit (AR: ×6Sechsfachplatin )
- 2007: ? (AR: Platin)